# 日本の公的法人の統合の一覧
日本の公的法人の統合の一覧（にほんのこうてきほうじんのとうごうのいちらん）では、日本の公的法人の統合の一覧を紹介する。本項の対象は、統合前後の法人のいずれかが、公的法人のうちの以下の類型に該当する統合である。
- 公団・公庫・公社・公共組合・営造物法人
- 独立行政法人・地方独立行政法人
- 特殊法人・認可法人

公的法人であっても、国、地方公共団体、国立大学法人、公立大学法人の統合は対象としない。これらについては以下を参照。
- 都道府県別市町村合併一覧
- 日本の大学統合の一覧

## 特殊法人
- 新技術事業団＋日本科学技術情報センター⇒科学技術振興事業団（1996年10月1日施行）⇒独立行政法人科学技術振興機構
- 畜産振興事業団＋蚕糸砂糖類価格安定事業団⇒農畜産業振興事業団（1996年10月1日施行）⇒独立行政法人農畜産業振興機構
- 石炭鉱害事業団＋新エネルギー・産業技術総合開発機構⇒新エネルギー・産業技術総合開発機構（1996年10月1日施行）⇒独立行政法人新エネルギー・産業技術総合開発機構
- 鉄道整備基金＋船舶整備公団⇒運輸施設整備事業団（1997年10月1日施行）⇒日本鉄道建設公団と統合し独立行政法人鉄道建設・運輸施設整備支援機構
- 私立学校教職員協同組合＋日本私学振興財団⇒日本私立学校振興・共済事業団（1998年1月1日施行）⇒独立行政法人日本私立学校振興・共済事業団
- 中小企業退職金共済事業団＋建設業・清酒製造業・林業退職金共済組合⇒勤労者退職金共済機構（1998年4月1日施行）⇒独立行政法人勤労者退職金共済機構
- 宇宙科学研究所＋独立行政法人航空宇宙技術研究所＋宇宙開発事業団⇒独立行政法人宇宙航空研究開発機構（2003年10月1日）